# Palma de Gandia
Palma de Gandia (spanisch Palma de Gandía) ist eine spanische Gemeinde (Municipio) mit 1.816 Einwohnern (Stand: 2024) in der Valencianischen Gemeinschaft, in der Comarca La Safor.

## Lage
Palma de Gandia liegt nahe der Costa del Azahar (Mittelmeerküste) in einer Höhe von ca. 45 m. Die Provinzhauptstadt Valencia liegt etwa 75 Kilometer in nordnordwestlicher Richtung. 

## Geschichte
| Jahr      | 1900 | 1930  | 1950  | 1960  | 1970  | 1981  | 1991  | 2001  | 2011  | 2021  |
| --------- | ---- | ----- | ----- | ----- | ----- | ----- | ----- | ----- | ----- | ----- |
| Einwohner | 937  | 1.328 | 1.479 | 1.698 | 1.681 | 1.511 | 1.517 | 1.593 | 1.854 | 1.660 |

## Kultur und Sehenswürdigkeiten
- Michaeliskirche (Iglesia de San Miguel)
- Trinitätskapelle

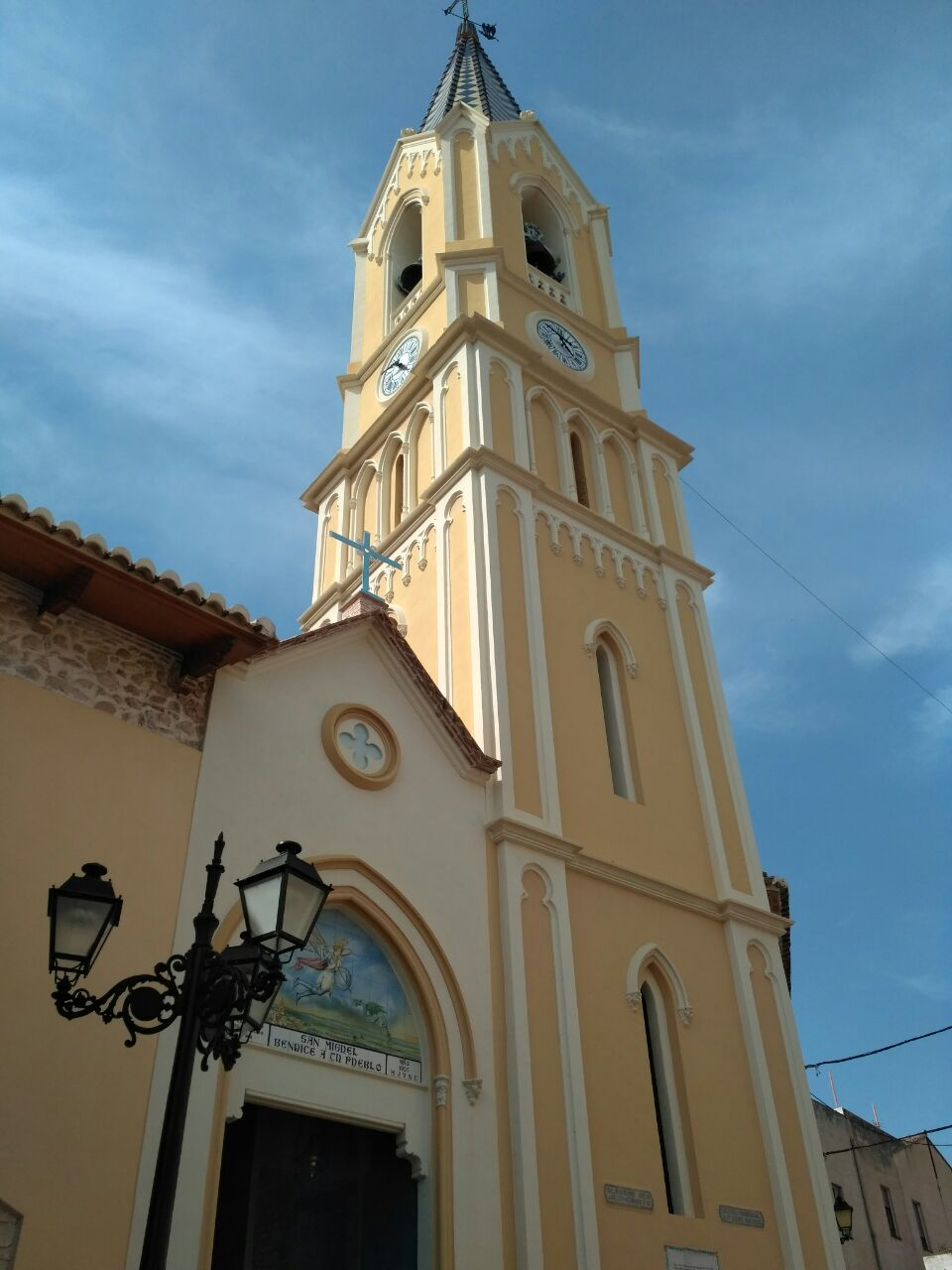
Michaeliskirche
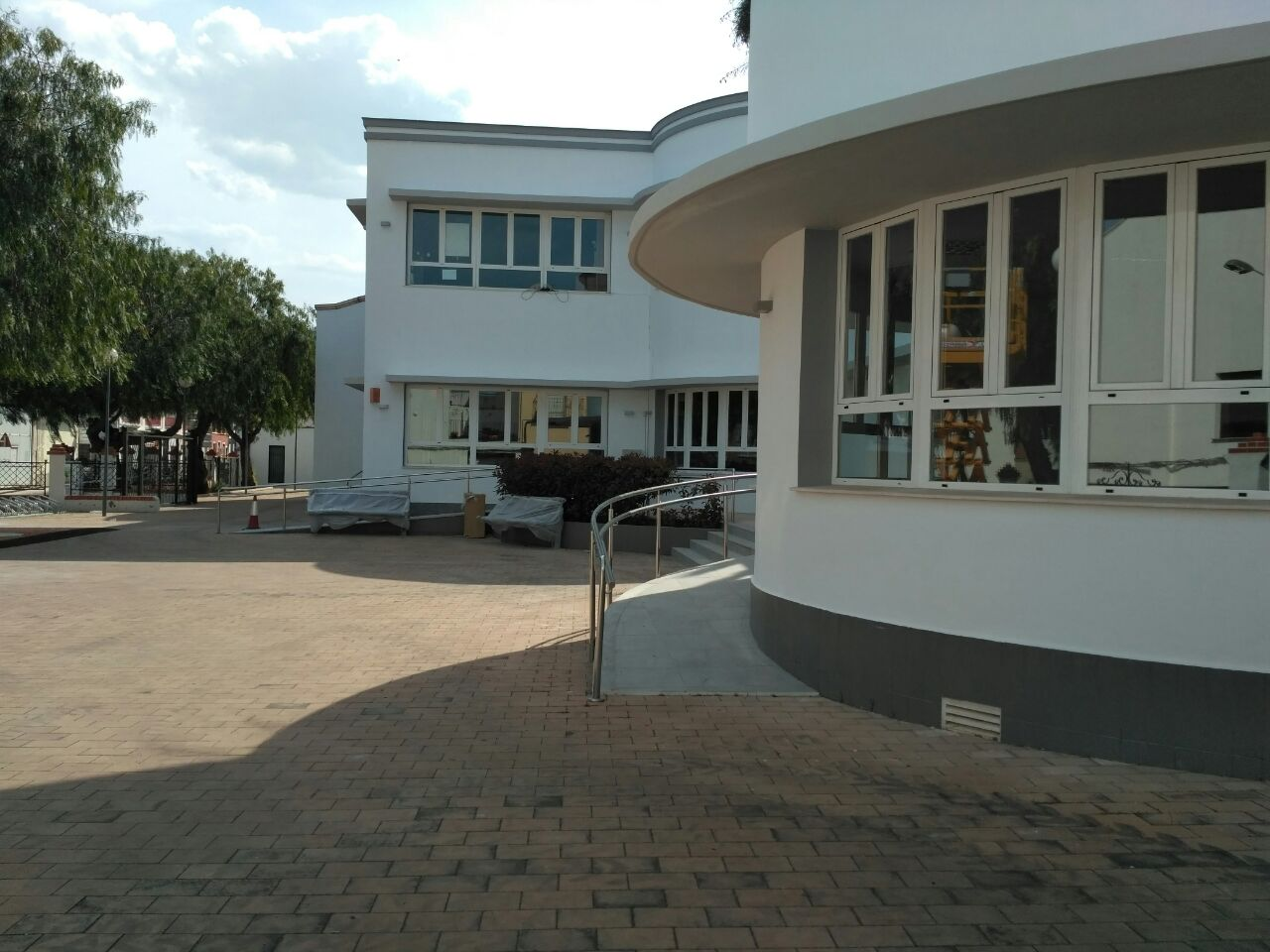
Rathaus